# Ceratandra bicolor
Ceratandra bicolor là một loài thực vật có hoa trong họ Lan. Loài này được Sond. ex Bolus mô tả khoa học đầu tiên năm 1884.